# Graphiphora fuscolimbata
Graphiphora fuscolimbata là một loài bướm đêm trong họ Noctuidae.